# Neerkant
Neerkant (dialect de Nirkant) is een dorp in de gemeente Deurne, in de Nederlandse provincie Noord-Brabant, gelegen op de grens met Limburg, nabij Meijel.

## Geschiedenis
Neerkant is ontstaan langs de oude weg door de Peel. De oudst bekende vermelding van de naam Neercant dateert uit het rekeningjaar 1622/1623. De verklaring van de naam Neerkant is met tal van fantasieën omgeven. Zo zou Willibrord zich er langs de kant van de weg hebben nedergezet of zou het een verbastering zijn van Nederland. Historisch én taalkundig is dit allemaal echter direct naar het rijk der fabelen te verwijzen. De naam Neerkant is te verklaren als nederzetting aan het uiteinde van het bevolkte areaal en geeft de geïsoleerde ligging weer.
Neerkant als dorp is nog jong. Pas rond 1890 kreeg Neerkant een dorpskern, nabij het voormalige gehucht Moostdijk. Na de bouw van kerk en klooster aan het einde van de 19e eeuw kan van een echt dorp gesproken worden. Neerkant werd in 1890 een zelfstandige parochie. Daarvoor bestond Neerkant uit een serie gehuchten op een smalle dekzandrug. Deze gehuchten waren onder meer de omgrachte hoeve Heitrak (oudste vermelding 1340), de Moostdijk (oudste vermelding 1421), Schelm, Schans en Broek. Neerkant ontstond als nederzetting in het gedeelte tussen Moostdijk en Heitrak. In 1851 waren de gehuchten Liessel, Neerkant en Heitrak bij elkaar gevoegd tot één parochie, genaamd Liessel. In de loop van de 19e eeuw ontstond bij de intussen flink gegroeide bevolking behoefte aan een eigen school en kerk. Door problemen die Liessel, Helenaveen en Neerkant kregen met de Gemeente Deurne werd in 1876 en een poging ondernomen tot de vorming van een zelfstandige gemeente Gemeente Liessel en Neerkant, maar dit werd door de staat niet goedgekeurd. De gemeentenaam 'Deurne en Liessel' veranderde in 1926 in 'Deurne' na de toevoeging van Vlierden.
Daarvoor was de eerste school al geopend (1 januari 1887), met als hoofd meester Gerold, en met de bouw van de eerste kerk begonnen. Deze kerk werd op 16 mei 1891 in gebruik genomen door pastoor Van Erp. Daarna groeide het dorp gestaag. Er kwamen twee molens (een stoomgraanmolen en een windgraanmolen), een boerenbond, boerenleenbank en een zuivelfabriek.

## Vervening
Neerkant ligt op een hoge noordwest-zuidoost-gerichte dekzandrug tussen twee moerassige hoogveengebieden, de Deurnese Peel en de Limburgse Peel. Halverwege de 19e eeuw begon men in de regio systematisch het veen voor brandstof te winnen. Het gebied werd toegankelijk gemaakt voor grootschalige turfwinning. Men groef greppels en sloten voor de afwatering en vaarten voor het afvoeren van de turf. Zo werden grote delen van De Peel afgegraven, vaak tot op de onderliggende zandlaag. Sporen van deze grootschalige vervening zijn in De Groote Peel nog duidelijk zichtbaar. Aan de Brabantse kant werd het veen grotendeels door een maatschappij gewonnen. Daar werden voor het transport vaarten en kanalen gegraven. In het Limburgse deel werd de voornamelijk door particulieren gestoken turf met karren via de uitgespaarde ‘peelbanen’ afgevoerd. Iedere boer groef hier turf op zijn eigen, of jaarlijks gepachte, stukje grond. Hierdoor ontstonden veenputten van verschillende grootte en vorm. Toen de turfwinning niet meer rendabel was en grote gebieden waren afgegraven, ging men over tot ontginning van de afgegraven delen en de aangrenzende heidevelden. De aanvankelijk voor de landbouw waardeloze zandgronden, werden met kunstmest geschikt gemaakt voor weilanden en akkers. Ook De Groote Peel dreigde omgevormd te worden tot landbouwgebied. Ten slotte werd besloten het veengebied te bewaren en er een natuurreservaat van te maken. De laatste grote ontginning werd begin jaren zestig beëindigd. Door de vervening kreeg Neerkant steeds meer landbouwgrond en een eigen kanaal, de Neerkantse wiek. Zo werd Neerkant zelfs een "havenplaats". De vervening trok arbeiders aan die onder andere in Neerkant kwamen wonen. In 1917 kwamen de Zusters Franciscanessen in Neerkant en vestigden zich in het nieuwe klooster, het Sint-Vincentiushuis. Zij richtten toen ook een lagere school voor meisjes op.

## Neerkant in de Tweede Wereldoorlog
In 1939 werd met de bouw van de Peel-Raamstelling begonnen die ook door Neerkant liep. Bij de aanval zou de Peel-Raamstelling de Duitse opmars mee moeten vertragen. Die Peel-Raamstelling liep van Grave naar het zuiden, kruiste bij Griendtsveen de spoorlijn Eindhoven-Venlo en boog ten slotte voorbij de Peel, langs Noordervaart en Zuid-Willemsvaart, af naar Budel-Dorplein. Een van de zwakke plekken in de linie was het gebied rond Meijel en Neerkant, een doorgang door het veen. Het anders zo stille dorpje Neerkant werd vanaf de mobilisatie in augustus 1939 overspoeld met militairen. Volgens sommigen zouden het er niet minder dan negenhonderd zijn geweest. Er werd een tenten- en barakkenkamp gebouwd, maar de meeste militairen werden ingekwartierd bij burgers en boeren. Tegen etenstijd fietste een hoornblazer door het dorp om te melden dat het eten opgehaald kon worden en vervolgens at het halve dorp mee. De komst van al die militairen zorgde voor een economische opleving. Bij de bouw van de kazematten vond menig dorpsbewoner werk als metselaar, ijzervlechter of timmerman. Boeren verdienden met paard en kar een extra centje als vrachtrijder van het gele zand waarop de bunkers werden gebouwd.
In de vroege ochtend van 10 mei 1940 viel het Duitse leger Nederland binnen, en daarmee ook Neerkant. Bij de inval van de Duitsers in Neerkant werd door het Nederlandse Leger, dat hier gestationeerd was, een aantal boerderijen in brand gestoken om een vrij schutsveld te krijgen, maar het was tevergeefs. Al snel werd het hazenpad gekozen. De jaren daarna werd niet veel van de oorlog gemerkt. De Duitsers bemoeiden zich met het wel en wee van het dorp, er werden bijvoorbeeld zoeklichten neergezet maar verder bleef het vooralsnog rustig. In het oorlogsjaar 1944 werd Neerkant zwaar getroffen. Onder meer de kerk en de hoeve Heitrak moesten eraan geloven. In de nacht van 24 september 1944 verdwenen plotseling alle Duitsers uit het dorp en de dag daarna trokken de Engelsen Neerkant binnen. Maar de Duitsers zouden niet zonder slag of stoot vertrekken. Op 27 oktober vond een zware Duitse aanval plaats op het dorp. Bijna het gehele dorp zag zich genoodzaakt te evacueren. Hierdoor moesten de Engelsen vertrekken en kregen de Duitsers het dorp weer in handen. Twee dagen later vond de Peelveldslag plaats. Een groot Engels leger gesteund door Typhoon-bommenwerpers verdreef de Duitsers uit het dorp en de rest van de Peel. Op 1 november 1944 werd door een Amerikaanse voltreffer op een Duitse munitietank de gehele kom van het dorp zwaar beschadigd. Ook van de kerk bleef niet meer dan een ruïne over. Een dag later werd eindelijk het dorp voorgoed van de Duitsers bevrijd door het Engelse leger.
Het Engelse The Middlesex Regiment zegt hierover op zijn internetsite:
«After leaving Tilburg during the night, "B" Company, supporting 44th Brigade, went straight into action near Liesel shortly after dawn of the 28th. The situation there was soon brought under control and the enemy gradually pushed back. No. 6 Platoon supported the Royal Scots Fusiliers in their attack into Liesel and through to Slot. The platoon then led the attack on Hydrak, in company with Churchill tanks of the 6th Guards Tank Brigade. It then moved north to Moesdyk, an area made very difficult with "Schu" mines, which were small wooden mines that produced no reaction on the mine detectors. 44th Brigade was held up for some days at Meijel, and the platoon helped to block the wide, flat area between the Asten— Liesel—Meijel roads.
No. 7 Platoon had little trouble until it reached Neerkant, where it came under a very heavy artillery concentration. Opportunities for carrying out a shoot were few until a position was found forward of the infantry which provided a good open view. It was, however, an uncomfortable position, being visited frequently by patrols of the enemy, who approached to close range and opened fire with Schmeissers. Gradually, however, the opposition died away as the enemy pulled back. No. 8 Platoon, after a sticky few days round Liesel, moved south of the village and carried out a number of harassing shoots on the enemy. From Liesel to Neerkant the main task was to provide flank protection for the infantry pushing down the long, narrow axis. As with No. 7 Platoon, the heavy artillery fire at Neerkant made things uncomfortable until the enemy pulled out.»

## Wederopbouw

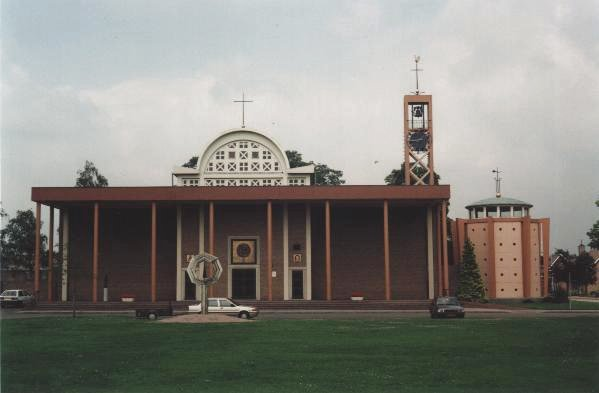
Locatie kerk van Neerkant

Na de oorlog begint de wederopbouw van Neerkant. Er werd een noodkerk neergezet die tot 1996 dienst zou doen als gemeenschapshuis (de Jeugdhof). Op 19 augustus 1957 werd de nieuwe Sint-Willibrorduskerk in gebruik werd genomen. Architect was Jos Deltrap uit Deurne. Ook werd een kleuterschool gebouwd (Engelenhof), die in de jaren tachtig gesloopt werd. In 1967 kwam er een nieuwe school. In 1970 vertrokken de Zusters Franciscanessen uit het klooster. Dit klooster uit 1917, met de naam Sint-Vincentiushuis, doet tegenwoordig dienst als woonruimte. In 1996 werd het nieuwe gemeenschapshuis "De Moost" gebouwd op de plaats van de eerder genoemde Jeugdhof. Hierdoor kwam het Sint-Vincentiushuis leeg te staan. Dit voormalige klooster, een van de weinige vooroorlogse gebouwen in de kern van Neerkant, staat tegenwoordig op de rijksmonumentenlijst.

## Kapelletjes
- Onze Lieve Vrouw van de Heitrak, uit 1932 en gerestaureerd in 1951 en 1989, aan de Korte Zeilkens in de buurtschap Heitrak
- Sint-Wilbertsput, uit 1899 en gerestaureerd in 1953, aan de Keulsebaan in de buurtschap Schans

## Natuur en landschap
Ten noorden van Neerkant stroomt de Heitrakse Loop. Dit is een gegraven waterloop die uitkomt op de Astense Aa. Het laatste riviertje stroomt ten westen van de dekzandrug waar Neerkant op ligt. Tussen het riviertje en Neerkant ligt een langgerekt maar smal bosgebied: De Neerkantse Bossen. Ten zuidwesten ligt de Groote Peel en in het noorden ligt de Heitrakse Peel. In het oosten ligt ook het Peelgebied Het Zinkske, dat deel uitmaakt van de beheerseenheid Deurnsche Peel.

## Muzikaal dorp
Hoewel Neerkant een klein dorp is (circa 2000 inwoners) heeft het altijd een erg muzikale gemeenschap gehad. Er zijn een fanfare en een jeugdfanfare die in de hoogste klassen uitkomen. Verder zijn er een drumband en verschillende blaaskapellen. In de jaren zestig werd de eerste 'beatband' van Neerkant opgericht (The Settlers, met de gebroeders Had en Piet Verheijen, aangevuld met Herman Jansen, Wiel Geris, Jan van Rijt en Hans Lammers). Door de komst van de legendarische Amsterdamse folkgroep CCC Inc. die in Neerkant in 1969 een commune vestigde aan de Reigerbekweg, startten enkele Neerkantse jongeren met de folkgroep Down Side en daaruit ontstaat in 1980 Canyon Drive Band. Had Verheijen (ex Settlers – Down Side – Canyon Drive Band – Tulsa en Ruud Hermans Band) groeit later uit tot een van 's werelds bekendste pedalsteelgitaristen en Jos Geris (Down Side – Canyon Drive Band) gaat zich toeleggen op muziek in het eigen dialect. Uit CCC Inc. ontstond later Doe Maar, een van Nederlands succesvolste popgroepen aller tijden met in haar gelederen Neerkantenaren Ernst Jansz en Joost Belinfante.

## Nabijgelegen kernen
Liessel, Meijel, Helenaveen, Heusden